# Tamna livadarka
Tamna livadarka (lat. Cyclocybe erebia) je jestiva gljiva iz porodice (Strophariaceae), iz reda listićarki (Agaricales). 

## Opis
Klobuk tamne livadarke je širok od 3 do 6 centimetara, u mladosti zvonoliko konveksan, zatim otvoren i vrlo često s izvrnutim i rebrastim rubom, gotovo uvijek ispupčen, gladak, slabo mesnat; po vlažnom vremenu vodenast, u mladosti i za vlažna vremena sjajan, tamnosmeđ, zatim postaje blijedosmeđ.  
Listići su najprije bjelkasti, zatim prljavosmeđi, tanki, prirasli za stručak ili ponegdje slabosilazeći, oštrica je maljavo pahuljičasta.     
Stručak je visok od 4 do 10 centimetara (do 20 cm), od 1 cm debeo, valjkast, prema dolje često zadebljan, najprije pun, zatim šupalj; donji dio stručka ima boju kao i klobuk, prema klobuku sve bljeđi, iznad vjenčića uzdužno narebran, na dodir postaje crnkast; nosi trajan viseći vjenčić koji je s gornje strane rebrast, a s donje gladak.    
Meso je bjelkastosmeđe, tanko, čvrsto; miris nije izražen, okus blag.  
Spore su eliptično vretenaste, 10 – 12 x 7 – 8 μm, otrusina je mutnosmeđasta. 

## Stanište
Tamna livadarka najčešće raste busenasto, ali se javlja i pojedinačno ljeti i početkom jeseni po parkovima, pašnjacima, ispod grmlja i u šumama. 

## Upotrebljivost
Tamna livadarka je jestiva.

## Sličnosti
Tamna livadarka se najlakše prepozna po tipičnom vjenčiću koji je s gornje strane široko, gotovo brazdasto narebran čija se rebra nastavljaju po stručku sve do listića. Ako se obrati pažnja na spomenute značajke, isključena je mogućnost zamjene s nejestivim vrstama gljiva.  

## Slike
|  |  |
|  |  |

## Vanjske poveznice
|  | Zajednički poslužitelj ima još gradiva o temi Cyclocybe erebia |
|  | Wikivrste imaju podatke o taksonu Cyclocybe erebia             |